# Tegula di Valencia

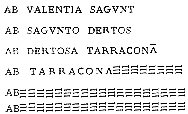
Riproduzione dell'iscrizione della Tegula di Valencia

La Tegula di Valencia è un itinerario epigrafico rinvenuto a Valencia nel 1727, dove anticamente si trovava la porta di accesso al quartiere La Xerea e distrutto poco dopo la sua scoperta.

## Scoperta e trasmissione
Agustín de Sales (Valjunquera, Aragona, 1707-Valencia, 1774), cronista di Valencia, è colui che ci fornisce le prime notizie della tegula e una copia delle sue iscrizioni, in un opuscolo pubblicato nel 1766, di cui farà riferimento in seguito anche Fidel Fita nel Boletín de la Real Academia del a Historia.